# Édouard Glissant
Édouard Glissant (Sainte-Marie, Martinica, 21 de septiembre de 1928 - París, 3 de febrero de 2011) fue un novelista, poeta y ensayista francés. Poeta del mestizaje, creó los conceptos de “criollización” y de “Todo-Mundo”.

## Biografía
Édouard Glissant nació en Martinica el 21 de septiembre de 1928 en Bezaudin, en el Municipio de Sainte-Marie. Creció con su madre y sus cuatro hermanos en Le Lamentin, centro urbano del centro de la isla. Realizó su educación primaria en la escuela de la Tercera República, donde los alumnos tenían prohibido hablar en la lengua criolla (créole). En 1938 fue becario del liceo Victor Schoelcher de Fort de France. Ahí, conoció a Aimé Césaire, joven profesor de filosofía, quien, no obstante, nunca fue su profesor.
En 1946 viajó a París para estudiar filosofía y etnología en La Sorbona. Se incorporó a la vida intelectual de la capital y trabajó para las revista Les Lettres Nouvelles, del editor Maurice Nadeau, y Présence Africaine. Conoció a los intelectuales anticolonialistas Frantz Fanon y Kateb Yacine, entre otros. En 1956, publicó Sol de la Conciencia y el poemario Les Indes bajo el sello editorial de Le Seuil. En 1958, fue galardonado con el premio Renaudot por su novela La Lezarde, obteniendo así el reconocimiento de la crítica y del público.
Glissant estuvo muy comprometido en la lucha anticolonialista. Fue miembro y signatario del Manifiesto de los 121 por la independencia de Argelia. Participó en los dos primeros Congresos Internacionales de los escritores y artistas negros que tuvieron lugar en 1956 en la Sorbona y en 1959 en Roma. Allá, conoció a Albert Béville, funcionario de la administración colonial, también conocido como poeta bajo el seudónimo de Paul Niger, con quien fundó, al lado del abogado Marcel Manville, el Frente Antillano-Guyanes. El Frente tuvo que disolverse por decreto en julio de 1961, por lo que Glissant fue arrestado en Guadalupe en septiembre y luego expulsado, asimismo, se le prohibió la estancia en las Antillas y fue confinado a residir en Francia metropolitana.
Regresó a Martinica en 1965 y continuó su trabajo crítico como fundador de la revista Acoma, publicada en la editorial Maspero, que desarrolla una reflexión sobre la situación en las Antillas. Su obra literaria crece: teatro - Monsieur Toussaint en 1977; novela - Malemort en 1975 y La Case du Commandeur en 1981; ensayo - L’intention poétiqueen (1969) y, finalmente, El Discurso Antillano, gran compilación de textos suyos sobre las Antillas con una perspectiva tanto sociológica como antropológica y poética, intentando, como decía Fanon, hacer “el inventario de lo real”.
Entre 1981 y 1988 fue director del Correo de la Unesco. Luego, en 1988 se integró a la Universidad de Louisiana como Distinguished profesor. A partir de la lectura de la obra de William Faulkner, desarrolló una reflexión sobre el sur de los Estados Unidos publicado en 1996 bajo el título Faulkner, Mississippi. En 1994 la City University of New York lo designó titular de la cátedra de literatura francesa. Siguió con su compromiso político como presidente honorario del Parlamento de los escritores, defendiendo a los escritores perseguidos junto a Salman Rushdie, Wole Soyinka y Pierre Bourdieu entre otros.
Su reconocimiento internacional creció con la atribución de diferentes premios y la organización de coloquios en Porto (1990), La Sorbona (1998) y New York University (2005). Entre novela y ensayo desarrolló su concepto de Todo-Mundo con la publicación de la novela homónima (1993) y el Tratado del Todo-Mundo (1997).
En 2006, el presidente francés Jacques Chirac le designó la misión de crear un centro de la memoria de la esclavitud. Aunque el centro ACTE abrió sus puertas solo en julio de 2015, el trabajo de Glissant se concretó con la publicación de Memoires des esclavages en el año 2007.
En 2007 Glissant creó, con el apoyo de la Secretaría de Ultra-Mar francesa, el Institut du Tout-Monde, materialización institucional del concepto, con el objetivo de consolidar los ideales desarrollados a través de los conceptos de criollización, de relación y de Todo-Mundo. El Instituto organiza seminarios universitarios y encuentros poéticos y artísticos que tienen lugar en la Casa de América Latina en París.
Édouard Glissant falleció el 3 de febrero de 2011 en París y fue inhumado en el Cimetière du Diamant en Martinica.

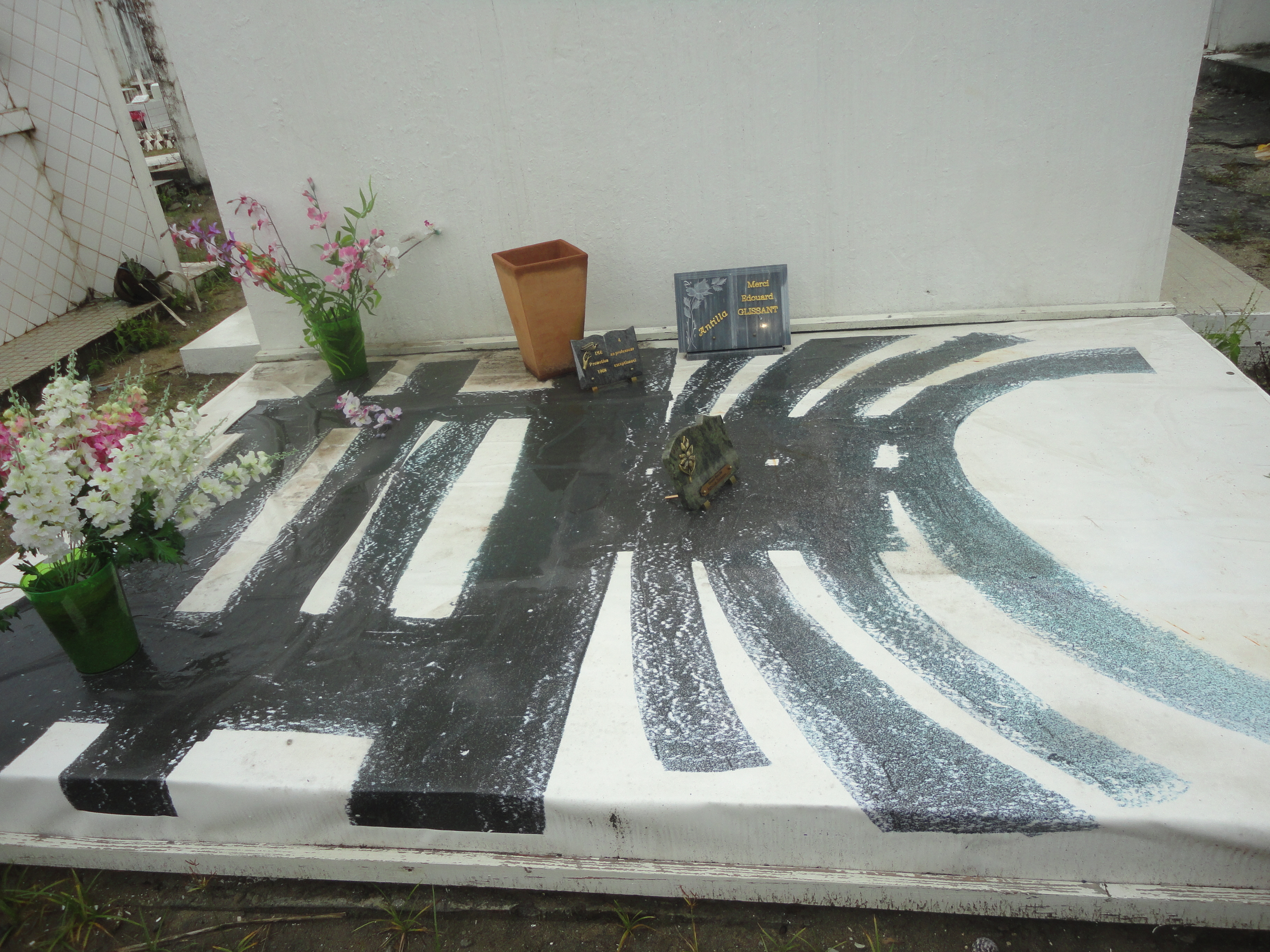
Tumba de Édouard Glissant en el Cimetière du Diamant en Martinica.

## Pensamiento
El pensamiento de Édouard Glissant retoma las contribuciones del movimiento de la Négritude francesa y de las obras de Aimé Césaire, sin embargo, marca un parteaguas en la conceptualización referente a la realidad de las Antillas, representada principalmente por su carácter criollo, que le brinda un dinamismo que genera un mosaico cultural de encuentros culturales constantes. Glissant construye sobre las raíces africanas míticas del negro antillano y sobre las obras de Fanon una nueva propuesta teórica y poética: la criollización.
El concepto de “criollización” (también conocido como “creolización”) engloba la idea de un “mestizaje consciente de sí mismo”. Inspirado del proceso de construcción de las lenguas criollas (y en particular en el creole de Martinica), el concepto describe la situación del mundo contemporáneo donde las culturas se encuentran y chocan entre sí, generando en este encuentro nuevas culturas. De esta manera, Glissant se separó de otros tres conceptos circundantes sobre el tema. El primero de ellos sería aquel del melting pot, el cual consiste en la fundición metafórica de varias sociedades heterogéneas en una mezcla homogénea. El mestizaje es el segundo concepto del que se desprende, pues señala que el mestizaje implica en sí mismo voluntad, la cual fue totalmente extirpada en la conformación de la realidad antillana. Finalmente se separa del término multiculturalismo que para Glissant no es más que un camuflaje para hacer creer que se reconoce al otro diferente pero siempre permanece una resistencia a combinarse con él. La criollización es posible gracias a la “relación” que pone en movimiento las culturas y hace dialogar a los hombres: "Puedo cambiar intercambiando con el otro, sin perderme ni desnaturalizarme."
Para Glissant este intercambio enriquecedor y permanente tiene lugar en lo que él llamó la “mundualidad”, concepto opuesto a la mundialización, que Glissant describe cómo “la uniformización, la estandardización, el reino secreto de las multinacionales, el liberalismo salvaje, el reglamento universal que ahoga todo." La “mundualidad” es entonces la posibilidad de cada cultura para reafirmarse en las otras. Se trata, según él, de pensar la historia no como algo cerrado sino como algo abierto. No un continente sino un archipiélago pues no habría identidad propia sin la relación con el otro. La mundualidad “es la aventura de vivir sin precedente que nos es dada a todos hoy, en un mundo que, por primera vez, de manera real e inmediata, fulminante, se concibe a la vez como múltiple y único e inextricable. También es la necesidad para cada persona de tener que cambiar sus modos de concebir, de vivir y de reaccionar en este mundo.”
La “antillanidad” de los negros antillanos sirve de matriz a este diálogo de las culturas. Glissant defiende la especificidad de los antillanos como un pueblo “despojado” que reconstruyó una cultura, absorbiendo elementos americanos, negros africanos y europeos en su nueva tierra.
En sus últimas obras, y notablemente en la novela Tout-Monde (1993) y el ensayo Tratado del Todo-Mundo (1997), Glissant propuso el concepto de “Todo-Mundo” que abarca todas estas concepciones previas. El “Todo-Mundo” es el espacio global donde se procesan los intercambios debidos a la “relación”; se define como “el universo que cambia y perdura intercambiándose y la visón que tenemos de este universo”. Es un mundo constituido por “identidades rizomáticas”, concepto original de Gilles Deleuze, que explica cómo se oponen éstas a las “identidades raíces” que Glissant ve como esencialistas. Este concepto cuestiona la universalidad y la sobrevivencia de los pueblos y las culturas en la mundialización. Más allá del imperialismo, Glissant propone una tercera vía, una visión poética del mundo, basada en el pensamiento del temblor, frágil e imprevisible, que preserva la diversidad del mundo.
Su obra y su pensamiento “del archipiélago” tuvo gran influencia en los escritores de la llamada “créolité”: Patrick Chamoiseau ; Raphaël Confiant.

## Obras

### Ensayos
- Soleil de la conscience, Paris, Editions Falaize, 1956, rééd., «Poétique I », Gallimard, 1997.

Traducción al español : Sol de la consciencia, traducido por Teresa Gallego Urrutia, Barcelona, Ediciones del Cobre, 2004.
- L’Intention poétique, Paris, Editions du Seuil, coll. « Pierres vives », 1969, rééd. « Poétique II », Gallimard, 1997.

- Le Discours antillais, Paris, Editions du Seuil, 1981.

Traducción al español : El discurso Antillano, La Habana, Fondo Editorial Casa de las Américas, 2010. 
- Poétique de la Relation, Paris, Gallimard, 1990.

- Faulkner, Mississipi, Paris, Stock, 1996.

Traducción al español : Faulkner, Mississipi, traducido por Matilde París, México, Turner - Fondo de Cultura Económica, México, 2002.
- Introduction à une poétique du Divers, Paris, Gallimard, 1996.

Traducción al español : Introducción a una poética de lo diverso, traducido por Luis Cayo Pérez Bueno, Barcelona, Ediciones El Cobre, 2002.
- Traité du Tout-Monde, Poétique IV, Paris, Gallimard, 1997.

Traducción al español : Tratado del Todo-Mundo, traducido por María Teresa Gallego Urrutia, Barcelona, Ediciones El Cobre, 2006.
- La cohée du Lamentin, Poétique V, Paris, Gallimard, 2005.

- Une nouvelle région du monde, Esthétique I, Paris, Gallimard, 2006.

- Mémoires des esclavages. La fondation d'un centre national pour la mémoire des esclavages et de leurs abolitions, Préface de Dominique de Villepin, Paris, Gallimard / La Documentation française, 2007.

- La terre magnétique. Les errances de Rapa Nui, l'île de Paques, en collaboration avec Sylvie Séma, Paris, Editions du Seuil, coll. "Peuples de l'eau", 2007.

- Quand les murs tombent. L'identité nationale hors-la-loi ?, avec Patrick Chamoiseau, Paris, Editions Galaade / Institut du Tout-monde, 2007.

- Une journée avec Edouard Glissant, avec Jeanne Wiltord, Pierre-Christophe Cathelineau, Esther Tellermann, Association lacanienne internationale, 2007.

- Les entretiens de Baton Rouge, avec Alexandre Leupin, Paris, Gallimard, 2008.

- L'intraitable beauté du monde. Adresse à Barack Obama, avec Patrick Chamoiseau, Paris, Editions Galaade / Institut du Tout-Monde, 2009.

- Manifeste pour les "produits" de haute nécessité,  avec Patrick Chamoiseau, Ernest Breleur, Serge Domi, Gérard Delver,  Guillaume Pigeard de Gurbert, Olivier Portecop, Olivier Pulvar,  Jean-Claude William, Paris, Editions Galaade / Institut du Tout-monde,  2009.

- Philosophie de la Relation. Poésie en étendue, Paris, Gallimard, 2009.

- La terre le feu l'eau et les vents. Une anthologie de la poésie du Tout-monde, Paris, Editions Galaade / Institut du Tout-monde, 2010.

- 10 mai : Mémoires de la traite négrière, de l'esclavage et de leurs abolitions, Paris, Editions Galaade / Institut du Tout-monde, 2010.

- L'imaginaire des langues. Entretiens avec Lise Gauvin (1991-2009), Paris, Gallimard, 2010.

### Novela
- La Lézarde, roman, Paris, Editions du Seuil, 1958, rééd. Coll. « Points-Roman », 1984 et coll. « Points », 1995.

Traducción al español : El Lagarto, traducido por M. Christine Chazelle y Jaime Del Palacio, México, Ed. Era, 1973 / La Habana, Editorial Arte y Literatura, 1980 / Barcelona, Ediciones del Bronce, 2001. 
- Le Quatrième Siècle, Paris, Editions du Seuil, 1964, rééd., Paris, Gallimard, 1990 coll. "L'imaginaire" (N° 233) puis blanche 1997.

- Malemort, Paris, Editions du Seuil, 1975, rééd. Gallimard, 1997.

- La Case du commandeur, Paris, Editions du Seuil, 1981, rééd., Paris, Gallimard, 1997.

- Mahagony, Paris, Editions du Seuil, 1987, rééd. Gallimard, 1997.

- Tout-Monde, Paris, Gallimard, 1993.

- Sartorius : le roman des Batoutos, Paris, Gallimard, 1999.

- Ormerod, Paris, Gallimard, 2003.

### Poesía
- Un champ d’îles, frontispice de Wolfgang Paalen, Paris, Instance, 1953.

- La Terre inquiète, lithographies de Wilfredo Lam, Paris, Editions du Dragon, coll. « Instance ».

- Les Indes : poèmes de l’une et l’autre terre, eaux-fortes d’Enrique Zanartu, Paris, Editions Falaize, 1956.

- Le Sel noir, Paris, Editions du Seuil, 1960.

- Le Sang rivé, Paris, Présence africaine, 1961.

- Poèmes : Un champ d’îles ; La terre inquiète ; Les Indes, Paris, Editions du Seuil, 1965, rééd. Coll. « Points littérature », 1985.

- Boises : histoire naturelle d’une aridité, frontispice de Cárdenas, Fort-de-France, Acoma, 1979, rééd. Gallimard coll. « Poésie », 1983, rééd. Gallimard, 1997.

- Le Sel noir ; Le sang rivé ; Boises, préface de Jacques Berque, Paris, Gallimard, coll. « Poésie », 1983.

- Pays rêvé, pays réel, Paris, Editions du Seuil, 1985, rééd. Gallimard coll. « Poésie », 2000 (suivi de Fastes et Les Grands Chaos).

Traducciones al español : Fastos, traducido por Nancy Morejon, Matanzas, Ediciones Vigía, 1998.
Fastos y otros poemas, traducido por Nancy Morejon, La Habana, Fondo editorial Casa de las Américas, 2002.
- Poèmes complets : Le sang rivé ; Un champ d’îles, La Terre inquiète ; Les Indes ; Le Sel noir ; Boises ; Pays rêvé, pays réel, Les Grands Chaos, Paris, Gallimard, 1994.

### Teatro
- Monsieur Toussaint, (1961), Paris, Gallimard, 1998.